# Stade Hailé-Pinheiro
Le stade Hailé-Pinheiro (en portugais : Estádio Hailé Pinheiro), également connu sous le nom de stade de Serrinha (en portugais : Estádio da Serrinha), est un stade de football brésilien situé dans la ville de Goiânia, dans l'État du Goiás.
Le stade, doté de 12 500 places et inauguré en 1995, sert d'enceinte à domicile à l'équipe de football du Goiás Esporte Clube.
Le stade porte le nom de Hailé Pinheiro, ancien président du Goiás EC.

## Histoire
Dans les années 1960, le club du Goiás EC achète un terrain où se trouvait auparavant une zone agricole pour le bétail appelée Macambira, pour y installer son siège, un terrain d'entraînement, une salle de sport et plus tard son futur stade.
Les travaux du stade débutent en 1995 pour s'achever la même année pour un coût de construction total de 4 millions de reais (le plan du stade est conçu par l'architecte Paulo Renato Alves). Il est inauguré le 8 février 1995 lors d'une défaite 2-0 en amicale des locaux du Goiás EC contre les japonais du Kashima Antlers.
Il dispose au départ d'une capacité de 6 403 places assises.
En 2003, le complexe est modernisé sous la direction de Raimundo Queiroz.
En 2013, sous la direction de Joáo Bosco Luz, le stade subi de nouvelles rénovations afin d'accueillir l'équipe nationale brésilienne avant le début de la Coupe des confédérations de 2013.
En février 2019 le Goiás EC entreprend d'étendre le stade avec la construction de nouveaux gradins derrière les buts, augmentant la capacité à 12 500 places assises. En février 2020 débute une nouvelle phase d'expansion qui se termine deux mois plus tard.
L'Estádio da Serrinha est un des stades hôtes de la coupe du monde des moins de 17 ans 2019.